# Adelpha poltius
Adelpha poltius is een vlinder uit de onderfamilie Limenitidinae van de familie Nymphalidae. De wetenschappelijke naam van de soort werd in 1938 gepubliceerd door Arthur Hall.